# IC 3644
IC 3644 ist eine Spiralgalaxie vom Hubble-Typ Sb mit ausgedehnten Sternentstehungsgebieten im Sternbild Coma Berenices am Nordsternhimmel. Sie ist schätzungsweise 296 Millionen Lichtjahre von der Milchstraße entfernt und hat einen Durchmesser von etwa 80.000 Lichtjahren. Vermutlich bildet sie gemeinsam mit IC 3646 ein gravitativ gebundenes Galaxienpaar. 

Im selben Himmelsareal befinden sich u. a. die Galaxien IC 3632, IC 3640, IC 3641, IC 3642.
Das Objekt wurde am 23. März 1903 von Max Wolf entdeckt.